# Ernest Patili Assi
Ernest Patili Assi (* 31. Dezember 1936 in Bohou, Französisch-Togo; † 16. Februar 1996) war ein togoischer römisch-katholischer Geistlicher und Bischof von Kara.

## Leben
Ernest Patili Assi empfing am 28. Juni 1964 das Sakrament der Priesterweihe.
Am 1. Juli 1994 ernannte ihn Papst Johannes Paul II. zum ersten Bischof von Kara. Der Präfekt der Kongregation für die Evangelisierung der Völker, Jozef Kardinal Tomko, spendete ihm am 15. Oktober desselben Jahres die Bischofsweihe; Mitkonsekratoren waren der Apostolische Nuntius in Togo, Erzbischof André Pierre Louis Dupuy, und der Erzbischof von Lomé, Philippe Fanoko Kossi Kpodzro. Sein Wahlspruch Ecce Nova Facio Omnia („Seht, ich mache alles neu“) stammt aus Offb 21,5 .